# Mustela frenata
La comadreja de cola larga, también conocida como comadreja andina (Mustela frenata), es una especie de mamífero carnívoro de la familia Mustelidae, nativa de América. 

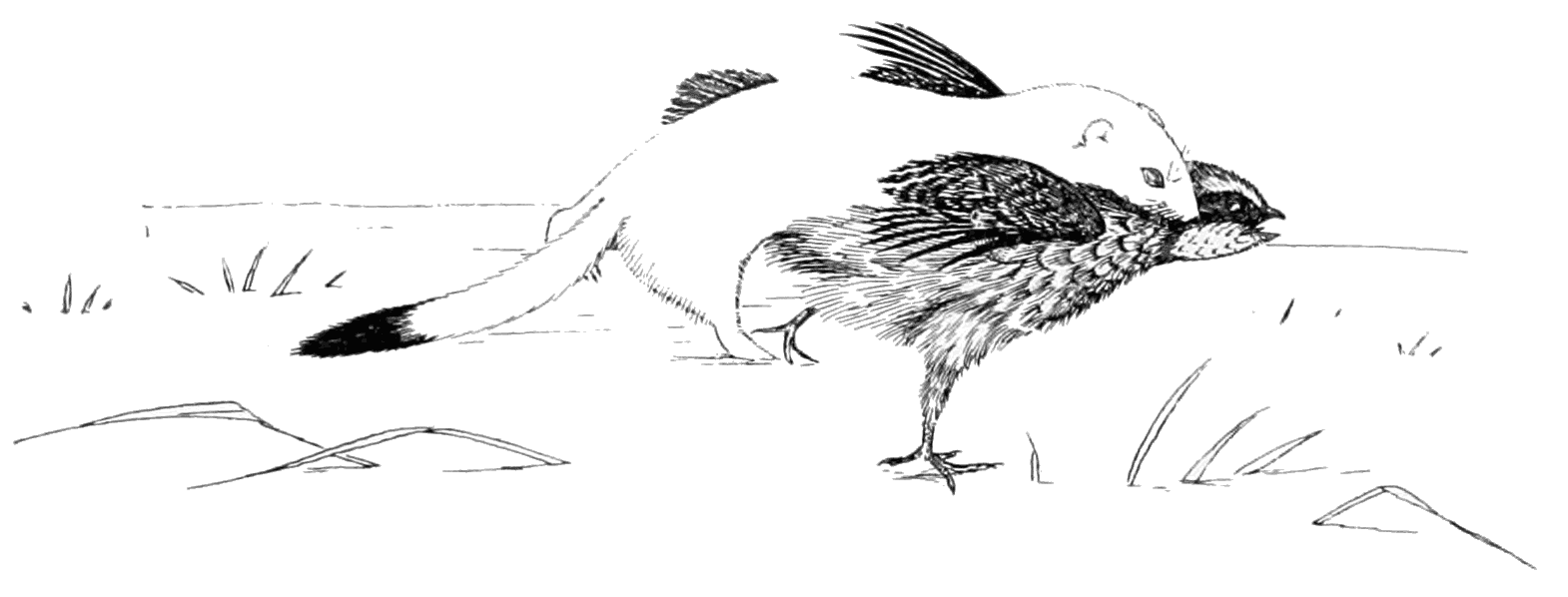
La comadreja de cola larga es capaz de cazar

Su cuerpo es largo y esbelto; sus piernas cortas. El macho mide en promedio de 35 a 45 cm (incluyendo la cola) y pesa hasta 500 g; la hembra es usualmente más pequeña. Posee color marrón claro, piel del vientre amarillenta y punta de la cola negra. Se caracteriza por su cola larga y peluda y su pecho amarillento. A pesar de su pequeño tamaño puede cazar presas mayores. Es el mustélido más ampliamente distribuido en el Nuevo Mundo. Vive desde en el sudoeste de Canadá y la mayor parte de Estados Unidos, hasta México, América Central y el noroeste de Sudamérica (Colombia, Ecuador y Perú). En México se le encuentra principalmente en las regiones del Bajío, Centro y Golfo y Sureste del país. Habita en bosques tropicales y templados; generalmente en espacios abiertos o semiabiertos usualmente cerca de cuerpos de agua. La UICN2019-1 considera a la especie como de preocupación menor.

## Nombres comunes
Según su ubicación esta especie de comadreja recibe los siguientes nombres:
- Hurón, onzita, oncilla, comadreja (México)
- Sabín (Maya)
- Comadreja, chucuro, chucur (Colombia)
- Lince (Panamá)
- Chucurillo, chucuri, chucur (Ecuador)
- Unchuchuco (Perú)
- Comadreja de cola larga (del inglés Long-tailed Weasel en América del Norte).

## Distribución
Se distribuye desde el sudoeste de Canadá y la mayor parte de Estados Unidos hasta México, América Central y el noroeste de Sudamérica. 

## Hábitat
Generalmente se encuentra en hábitats abiertos o semiabiertos usualmente cerca de cuerpos de agua. Los terrenos favoritos son zonas con malezas y bosques abiertos, bordes de campiñas, riberas de praderas, ciénagas y marismas. Viven en cuevas abandonadas por otros mamíferos, cavidades y grietas entre rocas, montones de maleza, huecos de troncos, o en los espacios entre las raíces de árboles; un individuo puede usar múltiples guaridas. Toleran la cercanía de los humanos.

## Características
Es una comadreja típica con un cuerpo largo y esbelto, piernas cortas y una cola peluda casi tan larga como el resto del cuerpo del animal. Los machos adultos miden de 35 a 45 centímetros (incluyendo la cola), y pueden pesar hasta 500 gramos; las hembras son usualmente un 15 % más pequeñas. Tienen un color marrón claro, con la piel del vientre amarillenta, pero en la parte norte de su hábitat este muda a color blanco puro en invierno. La punta de la cola es negra en todas las estaciones.
La fórmula dental en maxilar es 3/1/4/1, y en mandíbula es 3/1/4/2, con un total de 36 dientes. Como otros miembros del orden Carnivora, presenta largos caninos, útiles para asestar mordeduras letales en el cuello de sus presas. Sus puntiagudos molares y premolares son adecuados para cortar la carne y romper los huesos.

## Comportamiento
Los territorios de los machos de esta especie no se superponen, pero se piensa que pueden incluir los territorios de varias hembras). El área del territorio de los machos varia de 4 a 120 ha y estos son muy agresiva ante invasiones. Sus crías nacen dependientes pero a los 56 días son capaces de capturar presas por sí mismas. Son capaces de trepar árboles y también son buenas nadadoras, capacidad que utilizan para movilizarse fácilmente cuando habitan en terrenos pantanosos o en ciénegas.

## Reproducción
La época de crianza generalmente es en julio y agosto siendo concebido en el mes de abril. El periodo de lactancia está causado por la implantación diferida de los embriones en el útero. Los jóvenes recién nacidos tienen sus ojos cerrados y poseen solamente algunos pelos largos y blancos, pero el desarrollo postnatal es rápido. Las hembras alcanzan la madurez sexual en 3 a 4 meses, los machos al año de edad. Los jóvenes crecen completamente en semanas. Ambos padres traen alimento a las crías y cuidan de ellos.

## Dieta
La comadreja de cola larga es un carnívoro. Tiene una tasa alta de metabolismo y requiere comer cerca del 40% de su peso corporal en un día. Como la mayoría de las comadrejas, come principalmente ratas, ratones, conejos, tuzas y ardillas listadas. Son más activas en la noche pero algunas veces son vistas durante el día. Ocasionalmente come pájaros e insectos. Tritura el cráneo de sus presas con sus molares. Usa el olfato y el oído para localizar sus presas. Su cuerpo delgado le permite perseguir sus presas dentro de sus madrigueras.

## Estado de conservación
En la Lista Roja de la UICN de 2008 Mustela frenata está catalogada como especie bajo preocupación menor (LC del inglés Least Concern). Se incluyó en esta categoría por tener una distribución amplia y ser relativamente común en su territorio de distribución. Tolera un uso de la tierra moderado e incluso puede beneficiarse de la presencia humana. sin embargo sus poblaciones generalmente fluctúan y pueden desaparecer localmente en respuesta al cambio en la cantidad de sus presas.